# Polska na Halowych Mistrzostwach Europy w Lekkoatletyce 2005

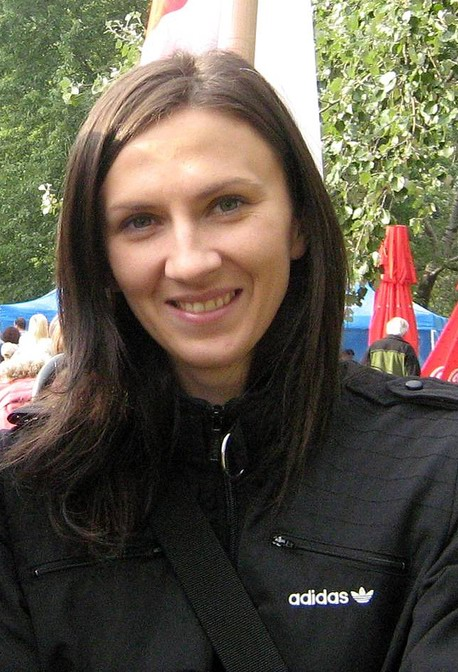
Monika Pyrek zdobyła brązowy medal w skoku o tyczce

Polska na Halowych Mistrzostwach Europy w Lekkoatletyce 2005 – reprezentacja Polski podczas zawodów zdobyła sześć medali w tym jeden złoty.

## Wyniki reprezentantów Polski

### Mężczyźni
- bieg na 60 m
  - Łukasz Chyła zajął 6. miejsce
- bieg na 200 m
  - Marcin Urbaś zajął 3. miejsce
  - Marcin Jędrusiński odpadł w półfinale
- bieg na 400 m
  - Marcin Marciniszyn odpadł w eliminacjach
- bieg na 800 m
  - Grzegorz Krzosek odpadł w eliminacjach
- bieg na 1500 m
  - Mirosław Formela odpadł w eliminacjach
  - Yared Shegumo odpadł w eliminacjach
  - Rafał Snochowski odpadł w eliminacjach
- sztafeta 4 x 400 m
  - Piotr Rysiukiewicz, Robert Maćkowiak, Piotr Klimczak i Marcin Marciniszyn zostali zdyskwalifikowani w finale
- skok wzwyż
  - Michał Bieniek odpadł w kwalifikacjach
  - Robert Wolski odpadł w kwalifikacjach
- skok o tyczce
  - Adam Kolasa odpadł w kwalifikacjach
- skok w dal
  - Tomasz Mateusiak odpadł w kwalifikacjach
  - Marcin Starzak odpadł w kwalifikacjach
- trójskok
  - Jacek Kazimierowski zajął 6. miejsce
- pchnięcie kulą
  - Tomasz Majewski odpadł w kwalifikacjach
- siedmiobój
  - Robert Gindera zajął 11. miejsce

## Kobiety
- bieg na 60 m
  - Daria Onyśko odpadła w półfinale
- bieg na 200 m
  - Anna Pacholak zajęła 4. miejsce
- bieg na 400 m
  - Monika Bejnar zajęła 6. miejsce
  - Małgorzata Pskit odpadła w eliminacjach
- bieg na 800 m
  - Ewelina Sętowska odpadła w półfinale
- bieg na 1500 m
  - Wioletta Janowska zajęła 9. miejsce
- bieg na 3000 m
  - Lidia Chojecka zajęła 1. miejsce
- sztafeta 4 x 400 m
  - Anna Pacholak, Monika Bejnar, Marta Chrust-Rożej i Małgorzata Pskit zajęły 2. miejsce
- skok o tyczce
  - Anna Rogowska zajęła 2. miejsce
  - Monika Pyrek zajęła 3. miejsce
- pchnięcie kulą
  - Krystyna Zabawska zajęła 2. miejsce
- pięciobój
  - Karolina Tymińska zajęła 8. miejsce